# Egzekucja Bruno Dorfera i Rainera Becka
Ostatnia egzekucja niemieckich dezerterów podczas II wojny światowej miała miejsce 13 maja 1945 roku, pięć dni po kapitulacji Niemiec i formalnym zakończeniu wojny w Europie. Sąd wojskowy złożony ze schwytanych i rozbrojonych niemieckich oficerów przetrzymywanych pod strażą aliancką w Amsterdamie, na mocy wątpliwej interpretacji prawa międzynarodowego, skazał na karę śmierci dwóch marynarzy Kriegsmarine, Bruno Dorfera i Rainera Becka. Wyrok wykonano przez rozstrzelanie.

## Proces
Proces odbył się w opuszczonej fabryce montażowej Ford Motor Company pod Amsterdamem, która była wówczas obozem jenieckim prowadzonym przez armię kanadyjską.
Wyroki śmierci powinny zostać zatwierdzone przez przełożonego niemieckiego sądu, wiceadmirała Rudolfa Stange, dowodzącego siłami niemieckimi w Holandii. Jednak ponieważ Stange przebywał w tym czasie w Anglii, wyroki zatwierdził komendant obozu, Fregattenkapitän Alexander Stein.
Niemieccy jeńcy wojenni utworzyli pluton egzekucyjny w celu wykonania wyroku. Na ten czas uzbrojono ich ponownie w niemieckie karabiny i zawieziono na miejsce egzekucji w trzytonowej ciężarówce kanadyjskiego Pułku Seaforth Highlanders pod eskortą plutonu kanadyjskich żołnierzy dowodzonego przez kapitana Roberta K. Swintona.
W analizie incydentu historyk Chris Madsen zauważa, że kanadyjskie władze wojskowe prawdopodobnie czuły się zobowiązane do współpracy z Niemcami, ponieważ stanęły przed trudnym zadaniem sprawnego i bezproblemowego rozbrojenia sił niemieckich w Holandii. Dla lepszej współpracy niemiecka hierarchia dowodzenia pozostała w mocy po kapitulacji, co obejmowało także proces oraz egzekucję Dorfera i Becka.

## Odniesienia w kulturze popularnej
Incydentowi poświęcono ostatni odcinek Secret Army, serialu BBC o belgijskim ruchu oporu podczas II wojny światowej.
Włosko-jugosłowiański film Szwadrony śmierci z 1969 roku przedstawia historię dwóch niemieckich marynarzy rozstrzelanych po kapitulacji, wzorowaną na śmierci Dorfera i Becka.
Holenderski film Czarna księga z 2006 roku w reżyserii Paula Verhoevena przedstawia egzekucję głównego bohatera, niemieckiego oficera już po kapitulacji, luźno wzorowaną na tym incydencie.